# Collelongo
Collelongo ist eine italienische Gemeinde (comune) mit 1070 Einwohnern (Stand 31. Dezember 2023) in der Provinz L’Aquila, Region Abruzzen.

## Geographie

### Lage

Lage von Collelongo in der Provinz L’Aquila

Die Gemeinde liegt im Abruzzischen Apennin auf 915 m s.l.m. etwa 54,5 Kilometer südsüdöstlich der Provinzhauptstadt L’Aquila. Sie erstreckt sich zu Füßen des Monte Malpasso (1408 m s.l.m.) im zentralen Teil des Vallelonga, einem von Nordwesten nach Südosten verlaufenden Tal im Südosten der Marsica. Teile des Gemeindegebietes liegen im 588,8 km² großen NATURA 2000 Naturschutzgebiet Parco Nazionale d’Abruzzo.

### Nachbargemeinden
Nachbargemeinden von Collelongo sind (im Norden beginnend im Uhrzeigersinn): Trasacco, Ortucchio, Lecce nei Marsi, Villavallelonga, Balsorano, San Vincenzo Valle Roveto und Civita d’Antino.

### Geomorphologie
Das etwa 57 km² große Gemeindegebiet umfasst mehrere Landschaftsbilder. Im Nordosten liegt das Seitetantal Amplero, das bereits in der Bronzezeit besiedelt war. Im Südwesten wird der Ort von den bewaldeten Flanken der Serralunga-Kette eingegrenzt, zu der auch der Monte Malpasso gehört. Im Nordosten liegen die Berge Annamunna (1233 m) und die Punta Ara dei Merli (1597 m). Der Talboden wird größtenteils agropastoralistisch genutzt und vom Torrente Fossato di Rosa entwässert. Letzterer führt nur nach starken Regenfällen Wasser und liegt den größten Teil des Jahres trocken.

## Etymologie
Der Ort wurde erstmals in der von Leo Marsicanus im 11. Jahrhundert verfassten Chronicon monasterii Casinensis als Collem Lungum im Zusammenhang mit der etwas außerhalb des Ortes gelegenen Benediktinerkirche Santa Maria delle Grazie erwähnt. Nur ungefähr lässt sich die Ersterwähnung auf den Zeitraum zwischen 949 und 986 datieren.
Der Name stammt aus dem Lateinischen collis lungis (langer Hügel) und ist eine Allusion auf der geographische Lage des Ortes. So entwickelte sich Collelongo auf einem langgezogenen Hügel, der von den Ausläufern des Monte Malpasso sich zum Talboden absenkt.

## Wappen
Das Gemeindewappen wurde 1987 nach einem vorausgegangenen Gemeindebeschluss per Dekret des Staatspräsidenten Francesco Cossiga eingeführt. Die Gemeinde besaß bereits in der Vergangenheit ein Gemeindewappen, dessen Ursprung auf das Siegel der Universitatis Collislongi aus dem 15. Jahrhundert zurückgeht und mehrmals umgestaltet wurde. Das Wappen in der Form eines samnitischen Schildes hat die folgende Blasonierung: Silber, St. Rochus, auf silbernem Feld, zwischen den Buchstaben S und R, flankiert von einem Hund, der ein goldenes Brot in den Zähnen hält.
Die Figur des heiligen Rochus findet sich erstmals auf dem Gemeindesiegel von 1691. Sie wurde nach der überstandenen Pestepidemie von 1656 zum Dank dafür eingeführt, dass die Pest in Collelongo nur wenige Opfer gefordert hatte.

## Geschichte

### Ur- und Frühgeschichte
Die Gegend um Collelongo wurde bereits von Neandertalern begangen, wie einige Fundstücke unterstreichen. Eine erste dauerhafte auf Agropastoralismus basierende Siedlung kann der Frühen Bronzezeit zugeordnet werden und lag am Rand des Talbodens nordwestlich des heutigen Ortskerns von Collelongo in der Lokalität La Fonteiò.
In der Späten Bronzezeit entstand eine Siedlung der Proto-Villanovakultur nur wenige Kilometer weiter nördlich in der Senke Amplero. Die bronzeitlichen Siedlungen wurden spätestens in der Eisenzeit aufgegeben. An deren Stelle traten eine Reihe von Oppida, die in strategisch bedeutenden Positionen, meist auf Hügeln, errichtet wurden. Anhand von Fundstücken lassen sich die Oppida der Mitteladriatischen Kultur  zuordnen, aus der sich unter anderem auch der Stamm der Marser entwickelte.

### Antike
Zwischen dem Ende des 4. und dem Beginn des 3. Jahrhunderts v. Chr. wurden vermutlich im Zuge des Ersten Samnitenkrieges diese Oppida zum Teil zerstört und während des Bundesgenossenkrieges wieder ausgebessert. Mit zunehmender politischer Stabilität ging ihre militärische Bedeutung verloren und es entstanden Siedlungen in ihrer unmittelbaren Umgebung. Es entstand eine Art Symbiose zwischen Oppidum und Vicus, wie dies auch am Fundplatz Amplero der Fall war, wo das Oppidum La Giostra in ein Heiligtum umgewandelt wurde. Aus einer im etwa 1 km nordwestlich von Collelongo im Vicus Casalecchie gefundenen lateinischen Inschrift geht hervor, dass die römischen Siedlungen dem Municipium Marruvium unterstanden. Das Vallelonga war neben dem Ufer des Fuciner Sees eine der Gegenden im Gebiet der Marser, das sich für die Besiedlung anbot. Es bot genügend Platz für Anbauflächen und für die Errichtung von Siedlungen. Zeugnis davon geben die zahlreichen Siedlungsspuren aus vorrömischer und römischer Zeit, die meist entlang von Verkehrsverbindungen anzutreffen sind. Ob das Tal auch Schlachtfeld im Krieg der Römer gegen die Marser war, wie an manchen Stellen behauptet, ist historisch nicht belegt. Nach dem Fall des Weströmischen Reiches im 5. Jahrhundert n. Chr. verlieren sich die Besiedlungsspuren im Tal.

### Mittelalter
Zu einer Stabilisierung der Lage nach der Völkerwanderung kam es erst unter den Langobarden und dann insbesondere unter den Franken, die das Marserland in die Gastalde Spoleto eingliederten. Ab dem 10. Jahrhundert fiel das Marserland unter den Einfluss der Berardi, die als Grafen von Celano ihren Stammsitz in Celano einrichteten. In diese Phase fällt auch die erstmalige Erwähnung von Collelongo. Unter den Normannen, die ab 1059 die Abruzzen schrittweise unter ihre Kontrolle brachten, häuften sich die Nachrichten über Collelongo. Laut des normannischen Catalogus baronum war Collelongo ein Lehen des Grafen Roger von Albe, der wiederum in Abhängigkeit zum Grafen von Celano stand.
Im Vallelonga gab es bereits vor der erstmaligen Erwähnung von Collelongo mehrere kleinere Siedlungen. Vermutlich aus einem Schutzbedürfnis heraus, zogen sich die Bewohner des Tales auf den Schwemmkegel zurück, auf dem Collelongo liegt. Auf dem höchsten Punkt des Schwemmkegels errichtete der Feudalherr seinen Sitz, von dem noch der Torre Baronale in Teilen erhalten ist. Neben dem Torre Baronale besaß der Ort noch weitere fünf Türme und vier Tore, was Collelongo einen festungsartigen Charakter verlieh, den der Ort bis zum 19. Jahrhundert beibehielt.
Im 13. Jahrhundert gerieten die Abruzzen und das Marserland unter den Einfluss der Staufer. In Opposition zu den Zentralisierungsbemühungen Friedrich II. stand der Graf von Celano und Albe, worauf Friedrich II. Celano dem Erdboden gleich machen ließ. Nach der Schlacht bei Tagliacozzo (23. August 1268) fiel Collelongo und das Marserland an das Haus Anjou. Für ihre Verdienste in der Schlacht auf der Palentinischen Ebene auf Seiten der Anjou wurde das römische Geschlecht der Mattei unter anderem mit Collelongo belehnt. In der Folgezeit wechselten sich verschiedene Feudalherren ab, in deren Besitz Collelongo lag, darunter Odoardo Colonna, Jacopo Caldora und Lionello Accrocciamuro.

### Frühe Neuzeit
Nach dem Fall der Anjou 1442 erhielt Collelongo 1459 unter den Aragónen mit der Università di Collelongo eine erste gemeindeähnliche Einrichtung, der eigene Rechten und Pflichten zugestanden wurden. Die entsprechende Urkunde ist mit 6. Februar 1459 datiert. Die Zugeständisse an die Università, einer Vorstufe der späteren Gemeinde, waren Ergebnis des Streits zwischen Aragónen und den Anjou um die Vorherrschaft im Königreich Neapel. Den Gemeinschaften gelang es, diesen Umstand auszunutzen und sich Vorteile zu erkämpfen für ihre Treue zum jeweiligen Herrscherhaus.
Ab 1463 war Collelongo ein Feudalbesitz der Piccolomini, die zugleich Grafen von Celano waren. Die Gräfin Costanza Piccolomini d’Aragona verkaufte 1572 den Feudalbesitz. Die Sannesio als neue Herren bezeichneten sich ab 1592 als Marchesi von Collelongo.
Unter spanischer Herrschaft verarmte die Bevölkerung. Die Spanier regelten nicht nur die Transhumanz der Schafe nach Apulien und in die Terra di Lavoro, sondern erhoben auch Zölle darauf. 1585 wurden die Getreideabgaben erhöht, was eine schwere Hungersnot auslöste. Begleitet wurde die Notlage von einer politisch unsicheren Lage, verursacht durch die andauernden Spannungen zwischen Spanien und Frankreich um das Königreich Neapel. Um 1600 machte sich unter diesen Rahmenbedingungen erstmals das Brigantentum in Collelongo bermekbar. Die Briganten konnten erst geschlagen werden, nachdem sich die päpstlichen und die neapolitanischen Truppen zum gemeinsamen Kampf verbündet hatten. Die Briganten sollten vor allem im 19. Jahrhundert mehrmals den Ort und seine Umgebung unsicher machen.
Die Pestepidemie von 1656 forderte im Gegensatz zu den Nachbaorten Trasacco und Villavallelonga nur wenige Opfer, was von den Einwohner als Wunder angesehen wurde. Auch ansonsten wurde Collelongo von kriegerischen Ereignissen nur gestreift. Lediglich im Spanischen Erbfolgekrieg besetzten österreichische Truppen für kurze Zeit den Ort. Streit gab es dagegen immer wieder wegen Weide-, Wasser- und Wegerechten mit den Nachbarorten. Die Streitigkeiten mit Trasacco gingen bis auf das 1508 zurück und führten sogar zu einer bewaffneten Auseinandersetzung zwischen den Einwohnern der beiden Orte. Sie konnten erst 1927 endgültig beigelegt werden.

### Moderne
1754 zählte Collelongo 1442 Einwohner, die auf 162 Haushalte verteilt waren. Aus dem Kataster des gleichen Jahres geht die soziale Zusammensetzung der Bevölkerung hervor. Ein bedeutender Anteil verdiente sich als Tagelöhner den Lebensunterhalt. Es gab nur wenige Handwerker und Kaufleute. Die Wirtschaft des Ortes basierte vor allem auf Tauschwirtschaft. Getauscht wurde Getreide und Hülsenfrüchte mit Feigen, Olivenöl und Kräutern aus dem Val Roveto sowie Fisch aus dem Fuciner See. Um sich den Lebensunterhalt zu sichern, waren viele Einwohner gezwungen, auf den Feldern im Umland von Rom als Landarbeiter zu arbeiten, darunter auch zahlreiche Frauen und Kinder. Diese saisonale Emigration dauerte bis in das 20. Jahrhundert an. Dennoch lösten durch Trockenheit, Frost oder Hagel verursachte Ernteausfälle Hungersnöte mit Hungertoten aus.
Zu den einflussreichsten und wohlhabendensten Familie zählten die Botticelli und die Floridi. Beide profitierten von dem Umstand, dass sie als Kämmerer der meist nicht in Collelongo weilenden Feudalherren dienten. Beide besaßen bedeutende mehrstöckige Paläste im Zentrum von Collelongo und kontrollierten die Gerichtsbarkeit und die Kirche. Sie nahmen zudem Einfluss auf die Università, die Wahl des Bürgermeisters und die Kommunalpolitik. Ihr Despotismus führte 1783, sechs Jahre vor der französischen Revolution, zu offenen Tumulten in Collelongo. Dem Kämmerer Donato Floridi wurde vorgeworfen zu seinen Gunsten Einfluss auf die Gemeinderatswahlen und die Eintreibung von Steuern genommen zu haben. Unterstützt wurde er dabei von seinem Bruder dem Priester Don Stefano Floridi, dem zugleich die Gerichtsbarkeit im Tal unterstand.
Nach Ausrufung der Parthenopäischen Republik 1799 wurde Collelongo Teil des Department Sangro und später des Department Pescara. Auch wenn die Republik keine sechs Monate bestand, hatte sich in der kurzen Zeit ein kleiner Kern von republikanischen Anhängern in Collelongo gebildet. Letztere übten auch nach der Rückkehr des Bourbonen Ferdinand IV. auf den neapolitanischen Königsthron offen Kritik an den Machtverhältnissen. 1806 wurde mit der Rückkehr der Franzosen unter König Joseph I. das feudale System schließlich abgeschafft. Unter dem Bonaparte wurden die antifranzösischen Kräfte angeführt den Briganten wieder aktiv. 1809 überfielen Briganten Collelongo und richteten Verwüstungen an. Mit dem Ende der napoleonischen Epoche gruppierte sich im Zuge der Restauration auch in Collelongo eine kleine Gruppe der Carbonari. Letzte setzte sich aus den wohlhabenden Bürgern zusammen und wurden von den Floridi und Botticelli angeführt.
Nach dem Ersten Italienischen Unabhängigkeitskrieg von 1848 gehörte Collelongo zu den wenigen Gemeinden, die der bourbonischen Monarchie nicht ihre unabdingbare Treue aussprachen. Bei den ersten Gemeinderatswahlen im Königreich Italien 1861 waren von 2053 Einwohnern nur 49 wahlberechtigt. Wahlberechtigt waren nur Männer, die Land besaßen und lesen und schreiben konnten.
Die Trockenlegung des Fuciner Sees 1875 durch Alessandro Torlonia verursachte auch in Collelongo einschneidende Veränderungen. Durch die dadurch verursachten klimatischen Veränderungen kam es zu Ernteausfällen und die Bauern mussten wesentliche Einkommenseinbußen hinnehmen. Durch die niedrigeren Temperaturen war beispielsweise kein Weinanbau mehr möglich. In einem Gemeinderatsbeschluss von 1883 wurde deshalb die teilweise Wiederherstellung des Sees eingefordert.
Infolge des schweren Erdbebens vom 13. Januar 1915, das über 30.000 Todesopfer in der Marsica forderte, starben in Collelongo fünf Personen. Der Erdstoß richtete beträchtliche Sachschäden im Ort an. 550 von 600 Gebäuden im Ortskern waren unbewohnbar geworden. Der Zivilschutz berichtete 1917, dass 30 Gebäude abgerissen werden mussten, weitere 86 Bauten mussten abgestützt und 67 repariert werden. Bis Mai 1917 waren 671 Baracken und antisismische Bauten errichtet worden. Am nördlichen Ortsausgang entstand mit dem Viertel Le Casette ein ganzer Ortsteil mit antisismischen einstöckigen Bauten, der auch hundert Jahre nach dem Erdbeben noch besteht.
Im Zweiten Weltkrieg lag Collelongo im Hinterland der Gustav-Linie. Im Schulgebäude hatte sich ein deutscher Befehlsstand eingerichtet. Nach Carlo Gentile könnte es sich dabei um Angehörige der Feldgendarmerie und des SS-Polizei-Regiments 20 gehandelt haben, die zeitweise in Tagliacozzo stationiert waren. In Collelongo fanden zwischen Herbst 1943 und Sommer 1944 viele Flüchtlinge Unterschlupf, die vor den alliierten Bombenangriffen auf Avezzano Schutz suchten. Des Weiteren wurden hier zahlreiche Deserteure und geflohene alliierte Kriegsgefangene versteckt, die versuchten sich bis zu den Alliierten durchzuschlagen. Zwei Kriegsgefangene wurden auf ihrer Flucht von den Deutschen in Collelongo zu einem unbekannten Zeitpunkt aufgegriffen und anschließend erschossen. Ein alliierter Fliegerangriff auf das von den Deutschen besetzte Schulgebäude am 3. März 1944 schlug fehl. Stattdessen wurde einige angrenzende zivile Gebäude getroffen, wobei zehn Zivilisten den Tod fanden. Bei einer Razzia wurden drei Einwohner von den Deutschen aufgegriffen, schwer misshandelt und lebendig begraben. Weitere Collelonghesi wurden im Gefängnis in Tagliacozzo gefoltert. Am 13. Juni 1944 wurde Collelongo schließlich von neuseeländischen Truppen der britischen 8. Armee befreit. Der Befreiung war am 1. Juni 1944 eine Operation britischer Fallschirmjäger, Deckname Operation Hasty, vorausgegangen. Die 66 Fallschirmjäger des 6. Fallschirmjäger-Bataillons Royal Welch hatten die Aufgabe den Rückzug der Wehrmacht so zu stören, dass den deutschen Truppen keine Zeit blieb, Verkehrsinfrastrukturen zu zerstören. Zur Verschleierung der Aktion wurden 200 Paradummys zwischen Collelongo und Trasacco abgeworfen.
Die jüngere Geschichte Collelongos ist vor allem durch einen drastischen Bevölkerungsrückgang geprägt. Mit von der Region Abruzzen finanzierten Förderprogrammen, soll dem Bevölkerungsrückgang in Collelongo wie in anderen Gemeinden der Region entgegengewirkt werden.

## Bevölkerungsentwicklung
| Jahr      | 1861 | 1871 | 1881 | 1901 | 1911 | 1921 | 1931 | 1936 | 1951 | 1961 | 1971 | 1981 | 1991 | 2001 | 2011 | 2021 |
| --------- | ---- | ---- | ---- | ---- | ---- | ---- | ---- | ---- | ---- | ---- | ---- | ---- | ---- | ---- | ---- | ---- |
| Einwohner | 2064 | 2086 | 2134 | 2361 | 2537 | 2437 | 2397 | 2360 | 2273 | 2087 | 1858 | 1706 | 1596 | 1514 | 1313 | 1122 |

Quelle: ISTAT

## Verkehr
Collelongo ist mit der Provinzstraße SP 127 „della Vallelonga“ mit der Ebene von Fucino verbunden, die wiederum mit der SP 22 „Circonfuncense“ an die Staatsstraße SS 690 „dei Liri“ angeschlossen ist.

## Sehenswürdigkeiten
- Santa Maria delle Grazie, erstmals 930 erwähnte Benediktinerkirche am südwestlichen Ortsrand von Collellongo. Im 16. Jahrhundert im Renaissancestil umgebaut.
- Pfarrkirche Santa Maria Nuova, erstmals im 12. Jahrhundert erwähnt.
- San Rocco, Pestkirche aus dem 17. Jahrhundert
- Madonna del Rosario, barocke Familienkapelle aus dem 18. Jahrhundert und Kriegerehrenmal.
- Torre Baronale, Wehrturm und Rest der Ortsbefestigung, der erstmals im 11. Jahrhundert erwähnt wurde.
- Fundplatz Amplero, bei Collelongo gelegener archäologischer Fundplatz mit den Resten eines Oppidum, eines Vicus und einer Nekropole.
- Museo Archeologico Collelongo, 1985 eröffnetes Museum. Arbeitet den Fundplatz Amplero museal auf.

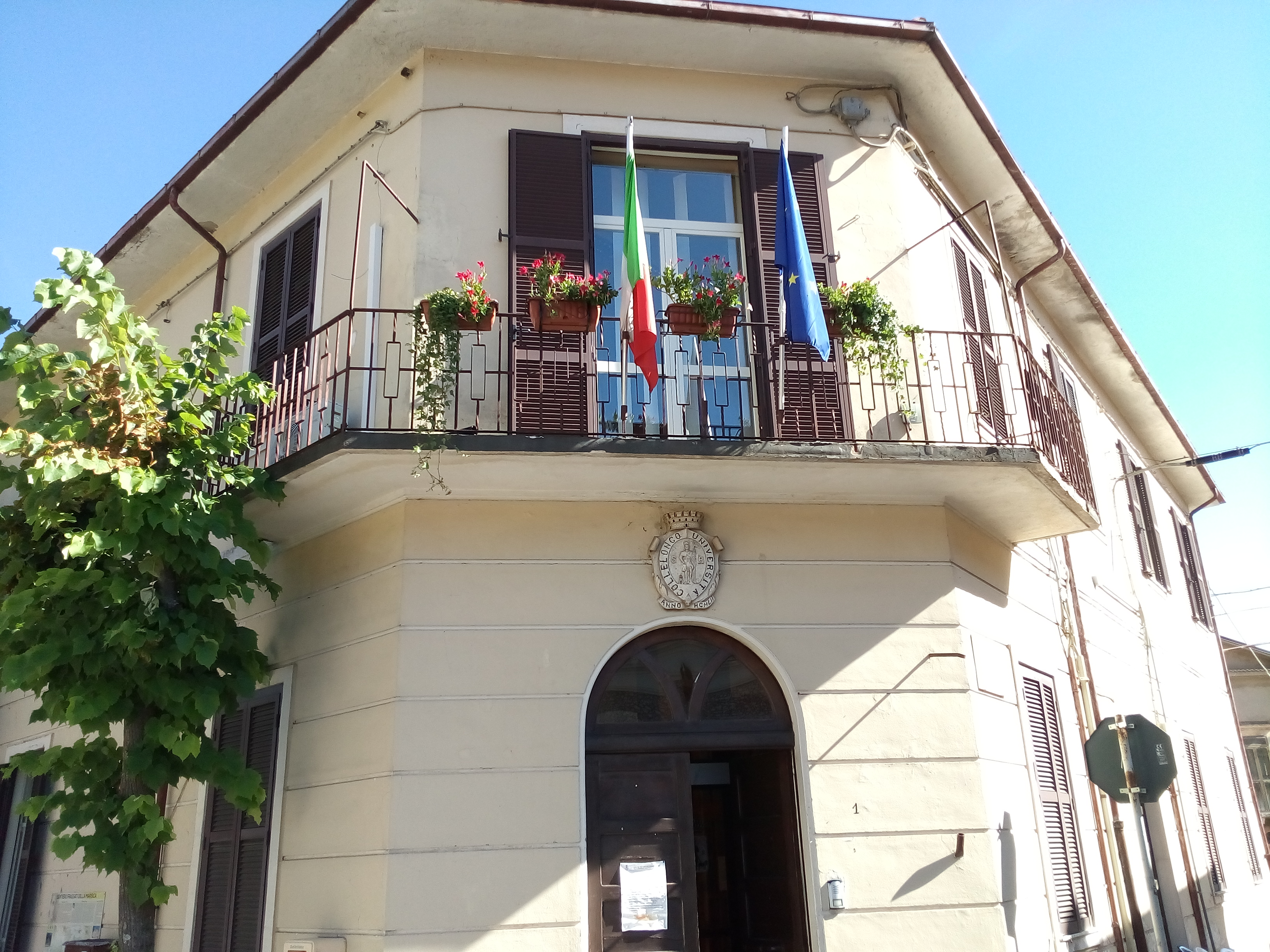
Rathaus
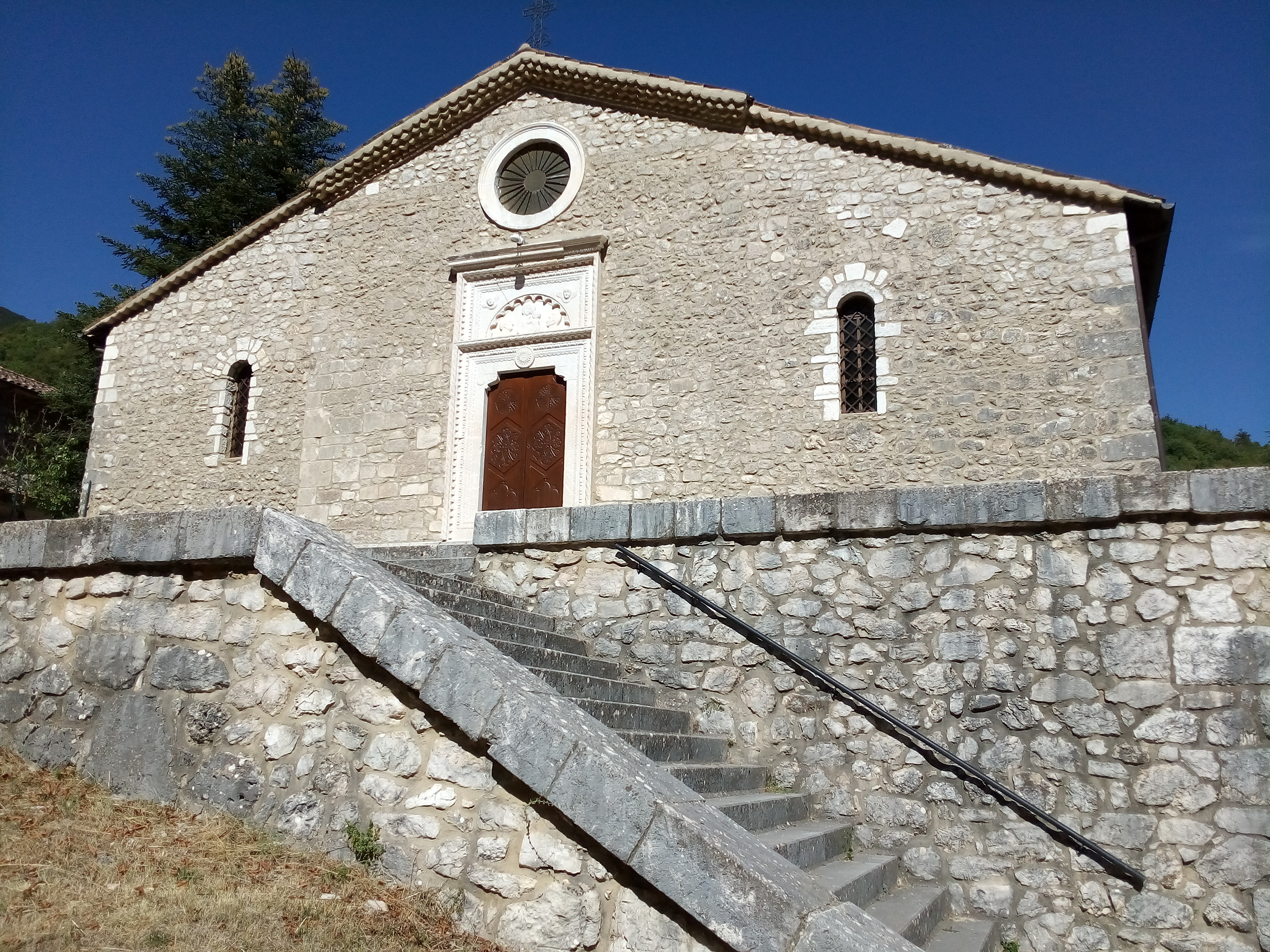
Santa Maria delle Grazie
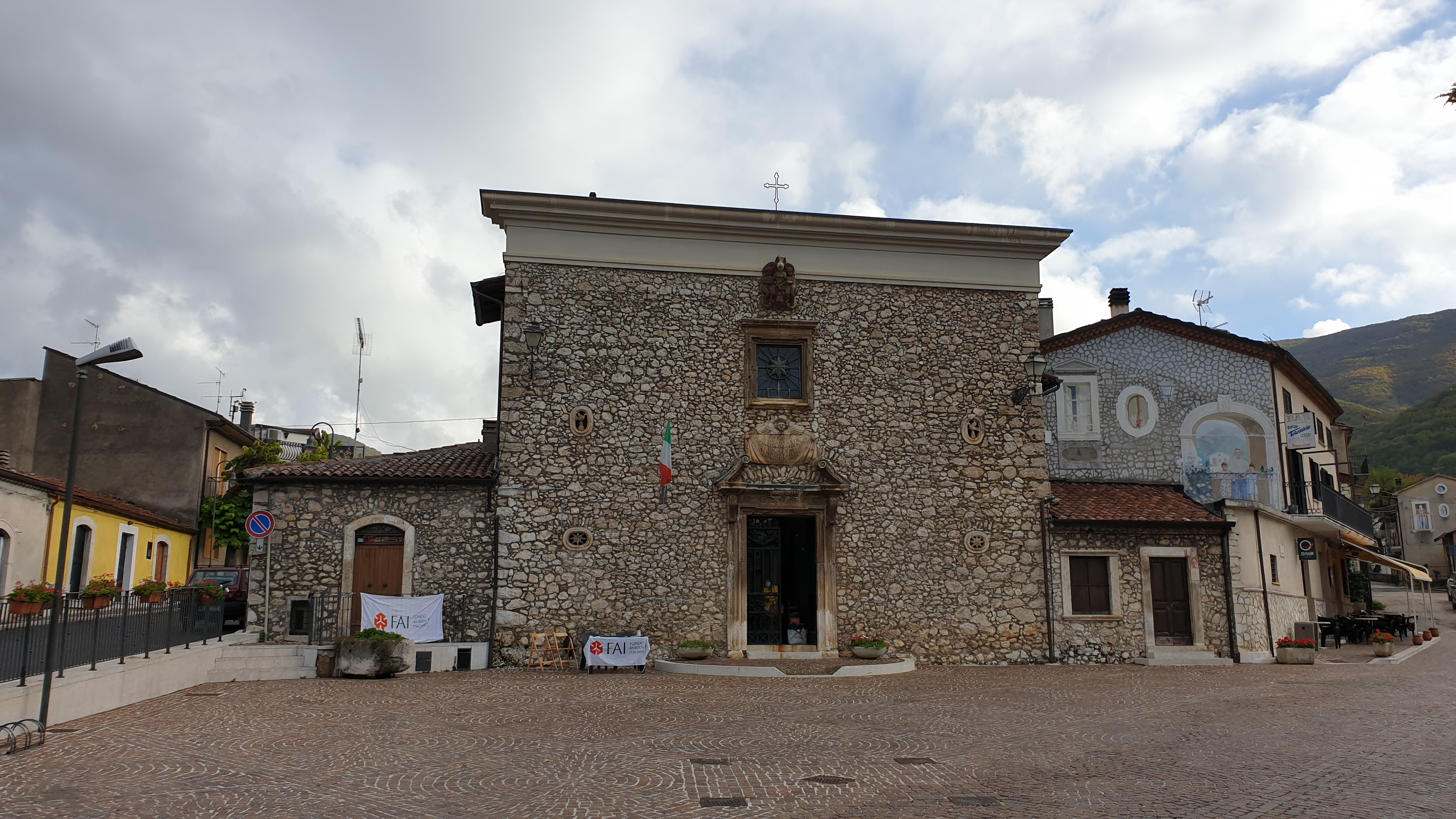
Madonna del Rosario
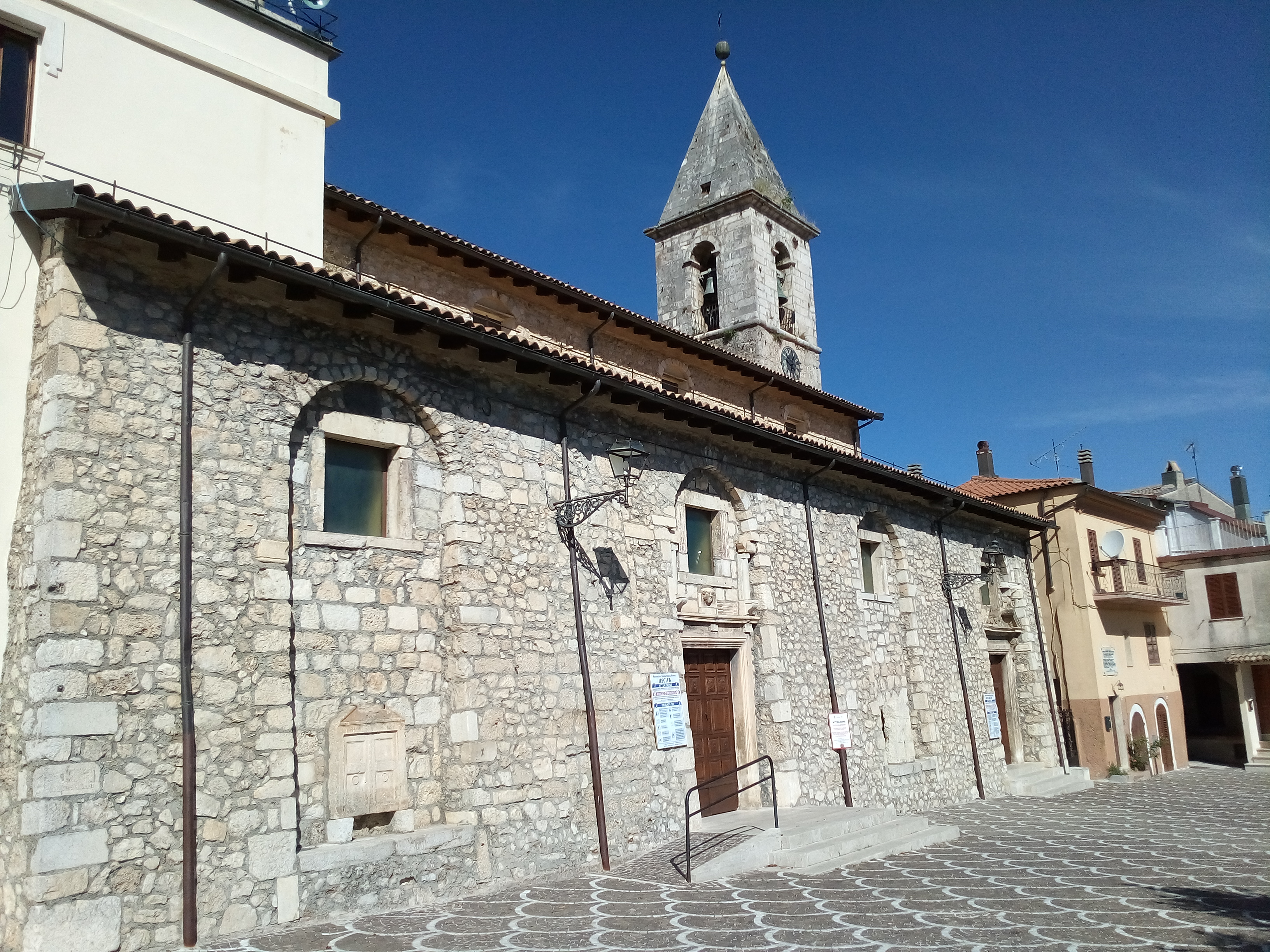
Santa Maria Nuova
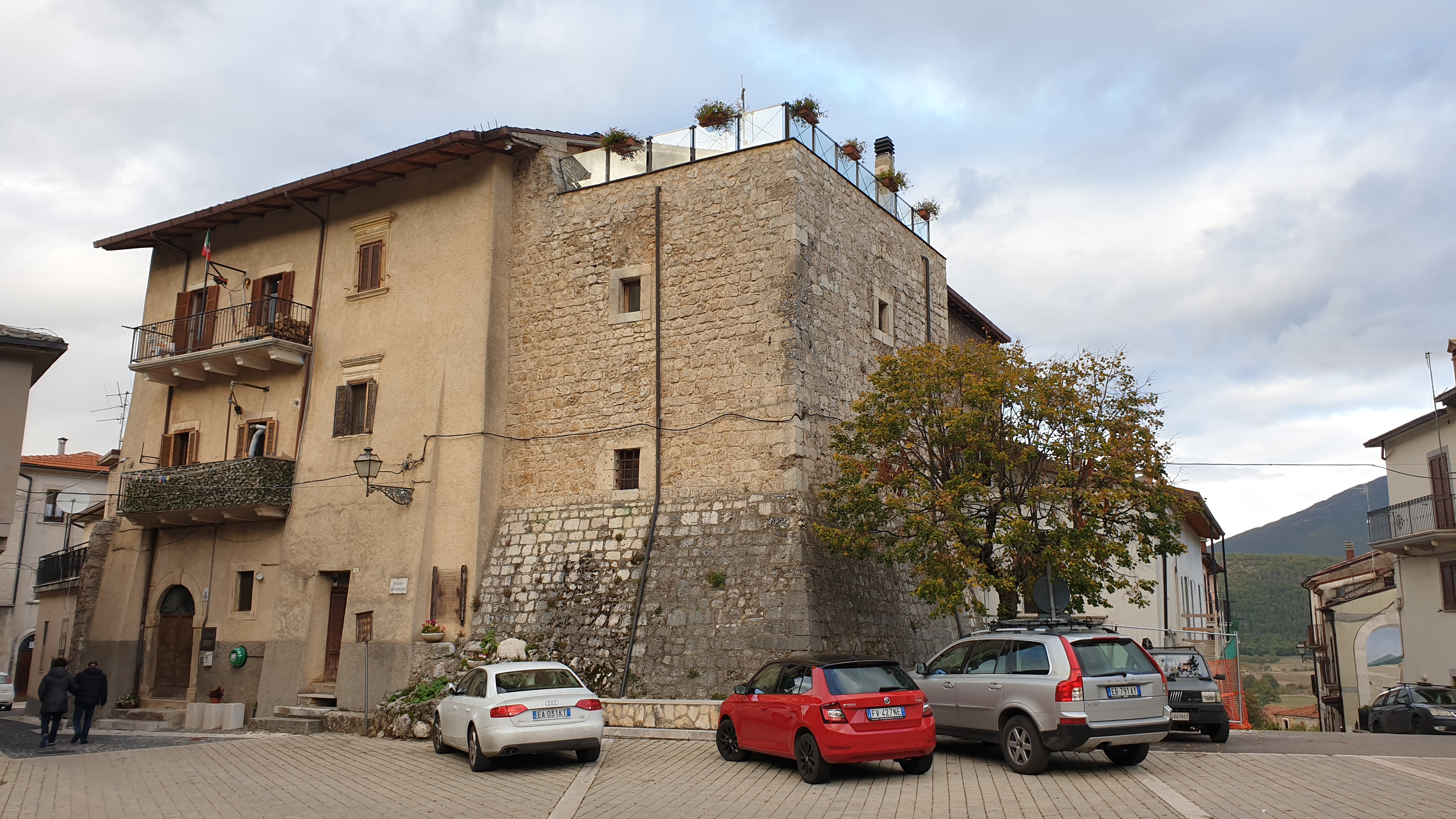
Torre Baronale

## Gemeindepartnerschaften
- Clapiers,  (Département Hérault), seit 1989[32]

## Persönlichkeiten
- Carmelo Mancini (1824–1902), Archäologe und Epigraphiker
- Ottaviano Del Turco (1944–2024), Politiker